# 靈氣逼人
《靈氣逼人》（英語：The Occupant），是1984年上映的一部香港恐怖鬼片，由仁泰執導，周潤發、葉倩文、黃百鳴、麥潔文等主演。

## 劇情
加拿大的大學生Angie（葉蒨文飾）為撰寫有關中國迷信風俗的碩士論文來港，期間先後認識了CID發仔（周潤發飾），及地產經紀Hansom（黃百鳴飾）。Angie為搜集資料入住凶宅開始，在凶宅內遇到怪事證實了鬧鬼，但她仍不肯搬遷，甚至刻意去查死者的資料，查得女鬼生前是女歌星羅麗莎。最後為解決鬼上身事件，要重現一次死亡慘劇。

## 角色
| 演員   | 角色        | 備註                                   |
| 周潤發 | 發仔        | 警察                                   |
| 葉倩文 | Angie       | 加拿大碩士生，撰寫靈異題材論文         |
| 黃百鳴 | Hansom Wong | 口水黃、咸濕黃 地產經紀                |
| 麥潔文 | 羅麗莎      | 鬼魂                                   |
| 黃錦燊 | Robert      | 羅麗莎情夫                             |
| 羅烈   | 陳Sir       | 退役警員 懂得驅鬼闢邪 粵語配音：朱子聰 |
| 李茱迪 |             |                                        |
| 馮永   | 潘伯        | 看更 故事前大半年已死亡                |
| 何家勁 |             |                                        |
| 姚友雄 | 哨牙丙      | 看更                                   |
| 錢似鶯 |             |                                        |
| 李永洪 |             |                                        |
| 陳虹   |             |                                        |
| 任浩   |             |                                        |
| 古國華 |             |                                        |
| 曹濟   | 趙先生      |                                        |

## 電影歌曲

### 主題曲
| 歌名         | 演唱者 | 作曲   | 填詞   |
| 〈夜夜痴纏〉 | 麥潔文 | 顧嘉輝 | 林振強 |

## 軼事
- 此電影主題曲《夜夜痴纏》悽怨味濃，前奏的一段悽怨的鳴鳴聲每每營造出詭異陰森的恐怖悽厲氣氛，更成為了香港的廣播電台禁歌的都市傳說
- 片中的鬧鬼背景，也是一間發生過命案的凶宅